# Aprils frusna blommor
Aprils frusna blommor är en roman av den albanske författaren Ismail Kadare.
Det är en berättelse där Kadare som så ofta annars i sitt författarskap behandlar det förflutnas inverkan på nuet och väver ihop mytiska berättelser och de gamla ännu förekommande lagarna om blodshämnd med en skildring av det samtida Albanien omkring kommunismens sammanbrott.

## Handling
Romanen handlar om konstnären Mark Gurabhardi som ofrivilligt blir indragen i en historia om blodshämnd sedan hans modells bror hamnat i svårigheter. Samtidigt är den en skildring av Albaniens plötsliga omvandling till ett samhälle som liknar de västerländska.